# Остербі (Шлезвіг-Фленсбург)
Остербі (нім. Osterby), також Естербю (дан. Østerby) — громада в Німеччині, розташована в землі Шлезвіг-Гольштейн. Входить до складу району Шлезвіг-Фленсбург. Складова частина об'єднання громад Шаффлунд.
Площа — 12,35 км2. Населення становить 315 ос. (станом на 31 грудня 2020).